# BMW G30
BMW G30 (eller BMW 5-serie) är en personbil som den tyska biltillverkaren BMW introducerade under hösten 2016.

## Motor
| Modell         | Årsmodell | Motor                    | Cylindervolym | Effekt | Bränslesystem                      |
| -------------- | --------- | ------------------------ | ------------- | ------ | ---------------------------------- |
| 520d           | 2017-23   | B47: 4-cyl radmotor DOHC | 1995 cm³      | 190 hk | Common rail turbodiesel            |
| 525d           | 2018-20   | B47: 4-cyl radmotor DOHC | 1995 cm³      | 231 hk | Common rail turbodiesel            |
| 530d           | 2017-23   | B57: 6-cyl radmotor DOHC | 2993 cm³      | 265 hk | Common rail turbodiesel            |
| 540d           | 2018-23   | B57: 6-cyl radmotor DOHC | 2993 cm³      | 320 hk | Common rail turbodiesel            |
| M550d          | 2018-20   | B57: 6-cyl radmotor DOHC | 2993 cm³      | 400 hk | Common rail turbodiesel            |
| 520i           | 2018-23   | B48: 4-cyl radmotor DOHC | 1998 cm³      | 184 hk | Direktinsprutning, turbo           |
| 520e           | 2021-23   | B48: 4-cyl radmotor DOHC | 1998 cm³      | 204 hk | Direktinsprutning, turbo + elmotor |
| 530i           | 2017-23   | B48: 4-cyl radmotor DOHC | 1998 cm³      | 252 hk | Direktinsprutning, turbo           |
| 530e           | 2017-23   | B48: 4-cyl radmotor DOHC | 1998 cm³      | 252 hk | Direktinsprutning, turbo + elmotor |
| 540i           | 2017-23   | B58: 6-cyl radmotor DOHC | 2998 cm³      | 340 hk | Direktinsprutning, turbo           |
| 545e           | 2021-23   | B58: 6-cyl radmotor DOHC | 2998 cm³      | 394 hk | Direktinsprutning, turbo + elmotor |
| M550i          | 2017-21   | N63: 8-cyl V-motor DOHC  | 4395 cm³      | 462 hk | Direktinsprutning, turbo           |
| M550i LCI      | 2021-23   | N63: 8-cyl V-motor DOHC  | 4395 cm³      | 530 hk | Direktinsprutning, turbo           |
| M5             | 2018-23   | S63: 8-cyl V-motor DOHC  | 4395 cm³      | 600 hk | Direktinsprutning, turbo           |
| M5 Competition | 2019-23   | S63: 8-cyl V-motor DOHC  | 4395 cm³      | 625 hk | Direktinsprutning, turbo           |
| M5 CS          | 2021-23   | S63: 8-cyl V-motor DOHC  | 4395 cm³      | 635 hk | Direktinsprutning, turbo           |

## Bilder

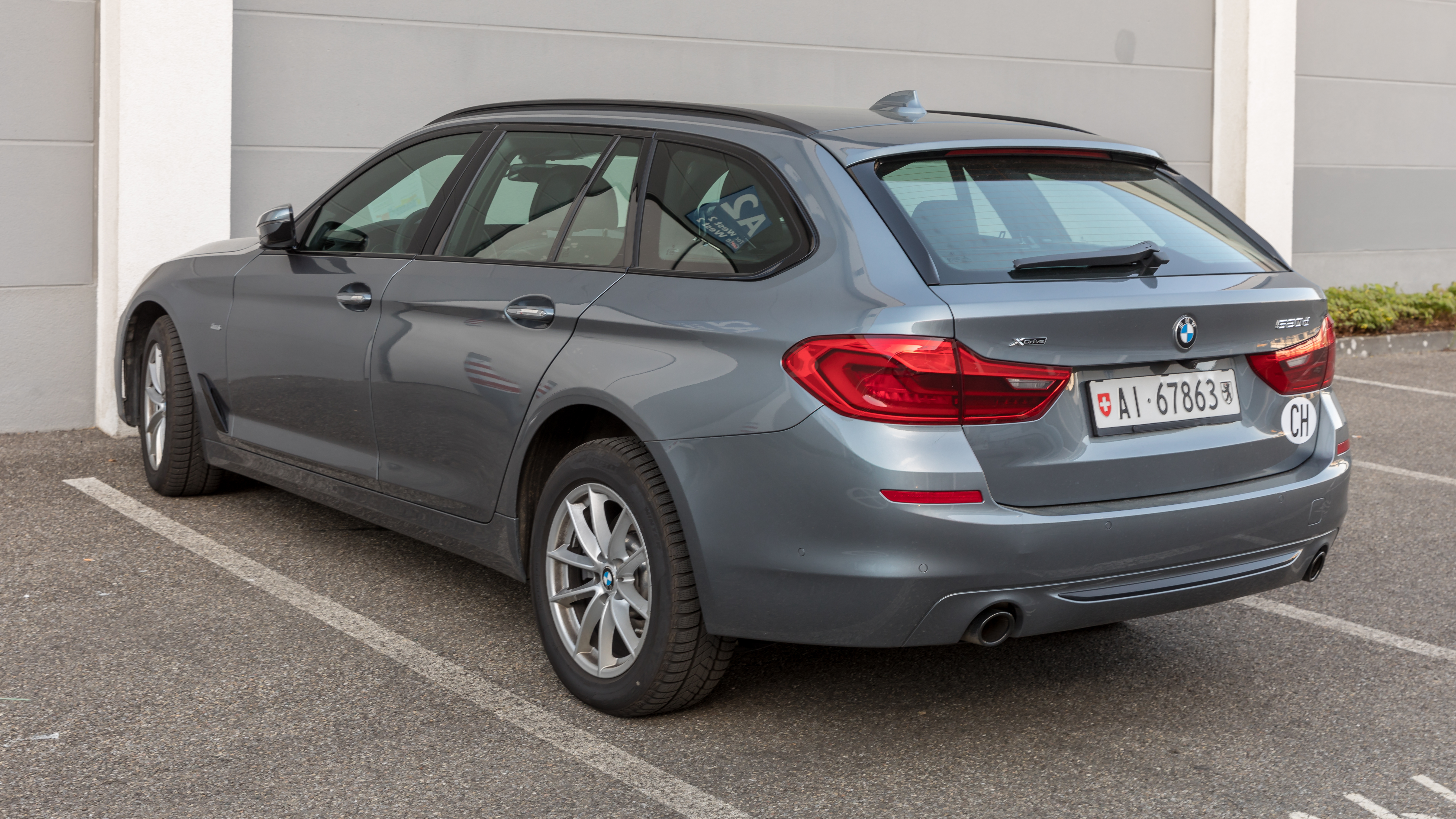
BMW G31 Touring.
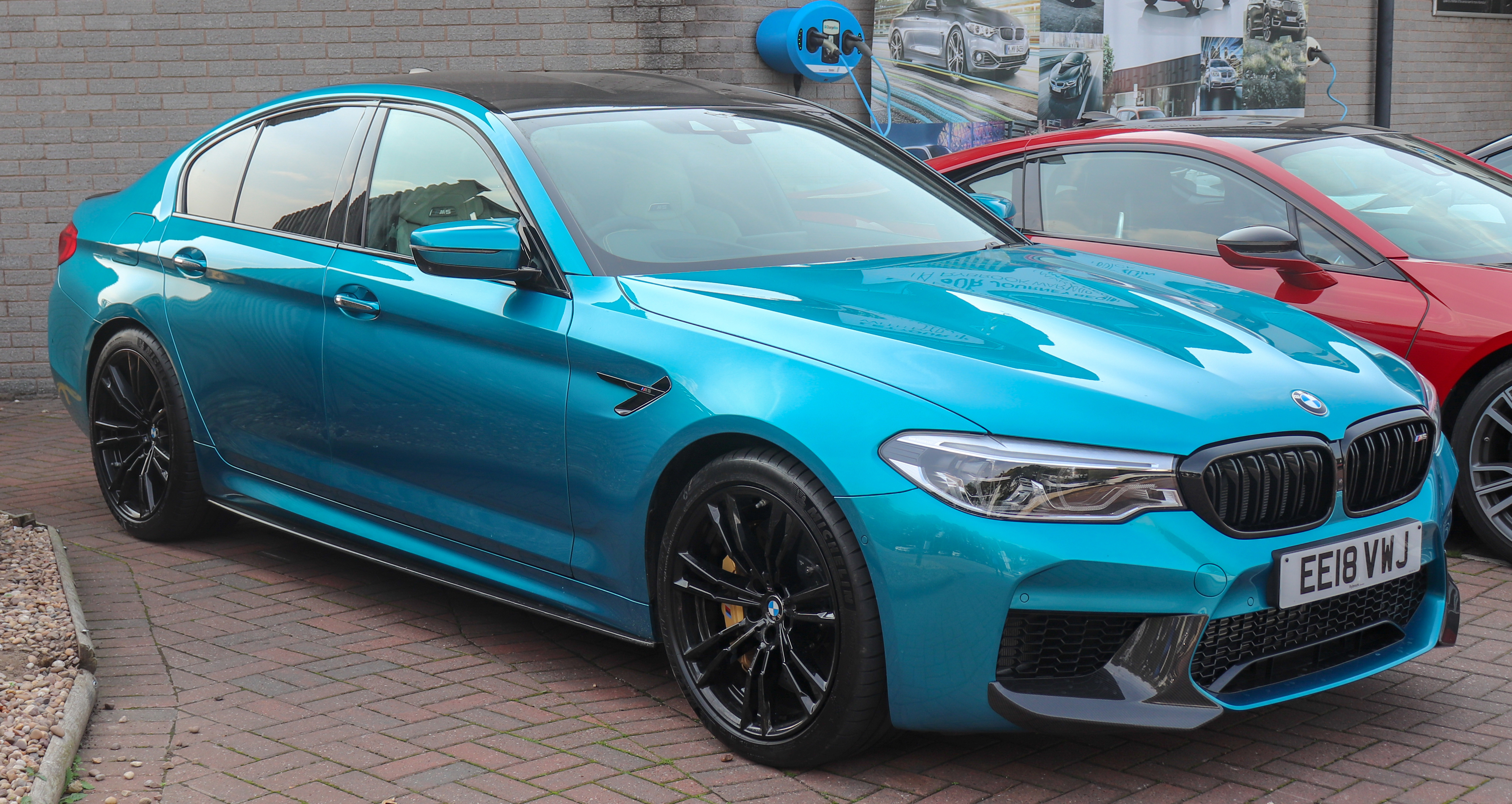
BMW F90 M5.